# Grasshopper Club Zürich
Grasshopper-Club Zürich je švicarski sportski klub iz Züricha, najpoznatiji po nogometnoj momčadi. 
Klub je osnovao engleski student Tom E. Griffith 1. rujna 1886. godine. S 27 naslova državnog prvaka i 19 osvojenih kupova, najuspješniji je švicarski klub. Uz to, Grasshopper je dva puta osvajao i Intertoto kup. Svoje domaće utakmice igra na stadionu Letzigrund, te tradicionalno 
nastupaju u plavo-bijelim dresovima. Najveći rivali su im FC Zürich s kojim igra gradski derbi, te FC Basel. Osim nogometne momčadi, unutar 
Grasshopersa djeluju još i veslački, hokejaški, rukometni, teniski, curlinški, te skvoš klub.

## Trofeji
- Švicarska Superliga
  - Prvaci (27): 1898., 1900., 1901., 1905., 1921., 1927., 1928., 1931., 1937., 1939., 1942., 1943., 1945., 1952., 1956., 1971., 1978., 1982., 1983., 1984., 1990., 1991., 1995., 1996., 1998., 2001., 2003.

- Švicarski kup
  - Prvaci (19): 1926., 1927., 1932., 1934., 1937., 1938., 1940., 1941., 1942., 1943., 1946., 1952., 1956., 1983., 1988., 1989., 1990., 1994., 2013.

- Švicarski Liga kup
  - Prvaci (2): 1973., 1975.

- Švicarski superkup
  - Prvaci (1): 1989.

- Intertoto kup
  - Prvaci (2): 2006., 2008.

### Poznati igrači
| - Alfred "Fredy" Bickel - Thomas Bickel - Rolf Blättler - Davide Callà - Stéphane Chapuisat - Christian Gross - Lauro Amadò - Alain Sutter - Kubilay Türkyilmaz - Hakan Yakın - Murat Yakin - Reto Ziegler - Marcel Koller - Stephan Lichtsteiner - Patrick Müller - Blaise Nkufo - Walter Schoeller - Ciriaco Sforza - Claudio Sulser - Johann Vogel - Giovane Élber - Benjani Mwaruwari - Viorel Moldovan - Aarón Galindo | - Tomasz Rząsa - Ove Grahn - Vittorio Pozzo - Kurt Jara - Izet Hajrović - Eldin Jakupović - Davor Landeka - Veroljub Salatić - Papa Bouba Diop - Günter Netzer - Franco Navarro - Wynton Rufer - Gerardo Morales - Richard Núñez - Efan Ekoku - Dušan Purać - Slobodan Santrač - Branislav Vukosavljević - Tosh McKinlay - Avi Tikva - Milan Vilotić - Fernando Gamboa |

## Zanimljivosti
Po Grasshopperu je ime dobio zagrebački klub Skakavci, osnovan 1932.

## Vanjske poveznice
- Službena stranica (njem.)